# NGC 940
NGC 940 je galaksija u zviježđu Trokut.

## Vanjske poveznice
- SEDS: NGC 940